# Michael Marshman
Michael Mike Marshman (Glenmont, 27 luglio 1994) è un pallavolista statunitense, centrale dello Chaumont.

## Carriera

### Club
La carriera di Michael Marshman inizia nei tornei scolastici dello stato di New York, giocando per la Bethlehem Central HS. Dopo il diploma partecipa alla NCAA Division I dal 2013 al 2016, difendendo i colori della Saint Francis.
Nella stagione 2016-17 firma il suo primo contratto professionistico col Raision Loimu, club della Lentopallon Mestaruusliiga finlandese. Nella stagione seguente gioca invece in Francia, partecipando alla Ligue B col Plessis-Robinson, per due annate, dopo le quali vince la NVA 2019 con il Team LVC, trasferendosi quindi nel campionato 2019-20 al Cambrai, sempre nella divisione cadetta francese, dove gioca per tre annate, ottenendo la promozione in Ligue A nel 2020. Resta nel massimo campionato francese anche nell'annata 2022-23, ma giocando nello Chaumont.

### Nazionale
Nel 2023, dopo aver debuttato in nazionale alla Coppa panamericana, conquista l'oro alla NORCECA Final Six. Un anno dopo vince l'argento alla Coppa panamericana.

## Palmarès

### Nazionale (competizioni minori)
- NORCECA Final Six 2023
- Coppa panamericana 2024